# Emma Dunn
Emma Dunn (Chesire, Reino Unido, 26 de febrero de 1875 - Los Ángeles, 14 de diciembre de 1966) fue una actriz británica. Antes de trabajar en el cine consiguió un gran reconocimiento teatral y compartió escenario con algunas de las más grandes estrellas del teatro estadounidense de principios del siglo XX. 
Esta gran experiencia la plasmó en dos manuales de dicción para actores. En Hollywood hizo más de 100 películas, casi siempre como secundaria, entre las que destacan La llave de cristal, Las cruzadas, El secreto de vivir, Matrimonio original, El gran dictador y Me casé con una bruja.

## Películas
1. The Woman in White (1948) Mrs. Vesey. La mujer de blanco (Venezuela) [es]
2. Mourning Becomes Electra (1947) Mrs. Borden
3. Life with Father (1947) Margaret. Vivir con papá (Argentina) (Spain) [es]. Recursos de mujer (Spain) [es]
4. Night Train to Memphis (1946) Ma Acuff
5. The Hoodlum Saint (1946) Maggie
6. My Buddy (1944) Mary Ballinger
7. Are These Our Parents? (1944) Ma Henderson

- Datos: Q458513
- Multimedia: Emma Dunn / Q458513